# Röhrnbach
Röhrnbach er en købstad (markt) i Landkreis Freyung-Grafenau i Regierungsbezirk Niederbayern i den tyske delstat Bayern.

## Geografi
Röhrnbach ligger i Region Donau-Wald i den sydlige del af Bayerischer Wald. Kommunen ligger omkring 22 km nord for Passau, 8 km vest for Waldkirchen, 12 km syd for Freyung, og 30 km fra grænsen til Tjekkiet (ved Philippsreut).

### Nabokommuner
- Fürsteneck
- Perlesreut
- Freyung
- Waldkirchen
- Büchlberg
- Hutthurm

### Inddeling
Röhrnbach Kommune består af ud over Röhrnbach af følgende landsbyer og bebyggelser: Alzesberg, Außernbrünst, Auggenthal, Deching, Ernsting, Garham, Goggersreut, Großwiesen, Harsdorf, Höbersberg, Irlesberg, Kaltenstein, Kollberg, Kleinwiesen, Lanzesberg, Lobenstein, Kumreut, Nebling, Oberndorf, Pötzerreut, Praßreut, Rappmannsberg, Reisersberg, Rumpenstadl, Steinleinerbach, Ulrichsreut, Voggenberg og Wilhelmsreut.